# Solution de Dakin
Pour les articles homonymes, voir Dakin.
La solution de Dakin (anciennement liqueur de Dakin, et maintenant parfois eau de Dakin et dénomination commune Dakin) est un liquide antiseptique utilisé pour le lavage des plaies et des muqueuses, de couleur rose et à l'odeur d'eau de Javel.

## Histoire
Lors de la Première Guerre mondiale, le chimiste d'origine britannique installé aux États-Unis Henry Drysdale Dakin met au point avec le chirurgien français Alexis Carrel un antiseptique (dont la substance active est l'eau de Javel) pour les plaies ouvertes ou infectées, dans le cadre des travaux de ce dernier sur le traitement des plaies de guerre.
Elle a pour avantage de ne pas être colorante (contrairement à l'éosine, par exemple) et de ne pas produire de sensation d'irritation à l'usage (contrairement à la Bétadine par exemple).

## Composition
Elle est à base d'hypochlorite de sodium à 0,5 % de chlore actif (soit 5 000 ppm) additionnée de permanganate de potassium pour la stabiliser vis-à-vis de la lumière UV.
Les solutions d'hypochlorite ayant un pH élevé (aux alentours de 9), la solution est tamponnée avec du dihydrogénophosphate de sodium par exemple. L'activité maximale de la solution ainsi obtenue est pour un pH de 5.

## Spectre d'action
Les dérivés chlorés ont un spectre étendu et ont une forte action contre les bactéries (Gram positif, Gram négatif), les levures, les moisissures, les virus nus ou enveloppés et les spores.

## Conservation
L'hypochlorite à 5 000 ppm non stabilisée a un délai de péremption de 2 à 3 semaines. Néanmoins, une fois stabilisée, elle peut se conserver 30 mois à l'abri de la lumière, et à moins de 30 °C. Une fois le flacon ouvert, son utilisation doit se faire sous 15 jours.